# Armitage with Handsacre
Armitage with Handsacre – civil parish w Anglii, w Staffordshire, w dystrykcie Lichfield. W 2011 civil parish liczyła 5335 mieszkańców.